# Municipio de Harrison (condado de Union, Arkansas)
El municipio de Harrison (en inglés: Harrison Township) es un municipio ubicado en el condado de Union en el estado estadounidense de Arkansas. En el año 2010 tenía una población de 655 habitantes y una densidad poblacional de 2,17 personas por km².

## Geografía
El municipio de Harrison se encuentra ubicado en las coordenadas 33°10′53″N 92°16′13″O / 33.18139, -92.27028. Según la Oficina del Censo de los Estados Unidos, el municipio tiene una superficie total de 301.68 km², de la cual 287,33 km² corresponden a tierra firme y (4,76 %) 14,35 km² es agua.

## Demografía
Según el censo de 2010, había 655 personas residiendo en el municipio de Harrison. La densidad de población era de 2,17 hab./km². De los 655 habitantes, el municipio de Harrison estaba compuesto por el 75,27 % blancos, el 23,21 % eran afroamericanos, el 0,61 % eran amerindios, el 0,15 % eran asiáticos, el 0,31 % eran de otras razas y el 0,46 % eran de una mezcla de razas. Del total de la población el 1,53 % eran hispanos o latinos de cualquier raza.